# 奇彭纳姆
奇彭纳姆（英語：Chippenham）是英格蘭威爾特郡的一個集镇，位於巴斯以東13英里（21），倫敦以西96英里（154）。據2011年人口普查，奇彭纳姆有人口45,337人，市區有人口35,800人。

## 友好城市
- 法國 拉弗莱什

## 外部連結
维基共享资源上的相關多媒體資源：奇彭纳姆